# Fjelie socken
Fjelie socken i Skåne ingick i Torna härad och området ingår sedan 1971 i Lomma kommun och motsvarar från 2016 Fjelie distrikt.
Socknens areal är 20,7 kvadratkilometer varav 20,66 land. År 2000 fanns här 687 invånare.  Kyrkbyn Fjelie med sockenkyrkan Fjelie kyrka ligger i socknen. 

## Administrativ historik
Socknen har medeltida ursprung. 
Vid kommunreformen 1862 övergick socknens ansvar för de kyrkliga frågorna till Fjelie församling och för de borgerliga frågorna bildades Fjelie landskommun. Landskommunen uppgick 1952 i Flädie landskommun som uppgick 1963 i Lomma köping, men med bibehållande av socknarnas jordregister. Köpingen ombildades 1971 till Lomma kommun. Församlingen uppgick 2000 i Bjärreds församling.
1888 överfördes ett område som bl.a. innefattade Habo säteri (Stora och Lilla Habo) till Lomma socken och Bara härad.
1 januari 2016 inrättades distriktet Fjelie, med samma omfattning som församlingen hade 1999/2000.
Socknen har tillhört län, fögderier, tingslag och domsagor enligt vad som beskrivs i artikeln Torna härad. De indelta soldaterna tillhörde Södra skånska infanteriregementet, Torna kompani och Skånska husarregementet, Hoby skvadron, Landskrona kompani.

## Geografi
Fjelie socken ligger nordväst om Lund vid Öresund, Lommabukten med Höje å i söder. Socknen är en odlad slättbygd.

## Fornlämningar
Cirka åtta boplatser, lösfynd och en gånggrift från stenåldern är funna. Från bronsåldern finns cirka tio gravhögar. Från järnåldern finns boplatser under mark.

## Namnet
Namnet skrevs 1269 Fiälöghe och kommer från kyrkbyn. Efterleden innehåller hög. Förleden innehåller fjäl, 'bräda, stock' möjligen syftande på en spång över någon av vattendragen vid byn.. Den 2 juni 1944 ändrades stavningen från Fjälie till Fjelie.